# Hvitträsk
Hvitträsk is een villa  in Finland. Het gebouw is in 1902 ontworpen door het Finse architectenbureau Gesellius, Lindgren en Saarinen, zij werden als het ware verliefd op het landschap daar. Ze bouwden de villa - bedoeld als plaats voor hun kantoor - in de lokale romantische stijl.
De villa is vernoemd naar het nabij gelegen Vitträsk-meer. Sinds 1971 is het een museum.
De villa werd in de beginjaren van het advocatenkantoor bezocht door beroemdheden zoals componisten Jean Sibelius en Gustav Mahler, schilder Axel Gallen-Kallela en schrijver Maksim Gorki.
In het kantoor werden onder andere de ontwerpen gemaakt voor het station van Helsinki, het nationale museum van Finland en het Munkkiniemi-Haaga project.

## Geschiedenis
Het architectenbureau was opgericht in 1896 en het gebouw was bedoeld als hun kantoor. De architecten kochten de grond in 1901. Datzelfde jaar werd een bijgebouw voltooid, de kleine villa. 
In 1903 was het gebouw voltooid. Eliel Saarinen ging in de zuidelijke vleugel wonen, samen met zijn echtgenote Mathilde. Lindgren ging met zijn gezin in de noordelijke vleugel wonen, en Gesellius in de kleine villa.
Daarna functioneerde het gebouw eerst als studio van Gesellius, Lindgren en Saarinen. Nadat de Lindgrens verhuisd waren naar Helsinki in 1905 gingen Gesellius en Saarinen samen verder. Inmiddels had Gesellius ook een gezin - hij trouwde met Mathilde die gescheiden was van Saarinen - en ging deze wonen in de noordelijke vleugel. In de periode 1916-1923 was de villa de zomerresidentie van Saarinen. De noordelijk vleugel werd door hem vervangen in de periode 1929-36. 
In 1949 verkocht Saarinen de villa naar de heer en mw. Vuorio, die het gebruikten als luxe woning totdat Vuorio failliet ging in 1968. Hvitträsk werd toen het eigendom van de Kansallis-Osake-Pankki Bank. Deze bank verkocht het gebouw in 1969 aan de Gerda en Salomo Wuorio stichting. De roerende goederen werden geveild. Het hoofdgebouw werd gerenoveerd en werd geopend als museum in 1971. In de kleine villa kwam een restaurant en café. De noordelijk vleugel werd later een hotel.
In 1981 werd het geheel gekocht door de Finse staat. In 1996 vonden reparaties en restauraties plaats onder leiding van interieurontwerper Markku Nors. Tot 1998 werd ook de tuin hersteld op grond van een ontwerp van landschapsarchitect Gretel Hemgård. In 1999 volgde opnieuw een renovatie en opende weer het jaar daarop. Het eigendom kwam toen in handen van de andere instelling. De noordvleugel wordt sinds 2002 gebuikt voor conferenties.

## Architectuur
De villa is gebouwd in de Nationale Romantische stijl van Finland en is opgetrokken uit houten balken en natuursteen. Het heeft een schuin dak bedekt met houten dakspanen. Deze stijl kijkt voor inspiratie naar middeleeuwse en prehistorische voorbeelden, maar gebruikte de technologie uit die tijd.

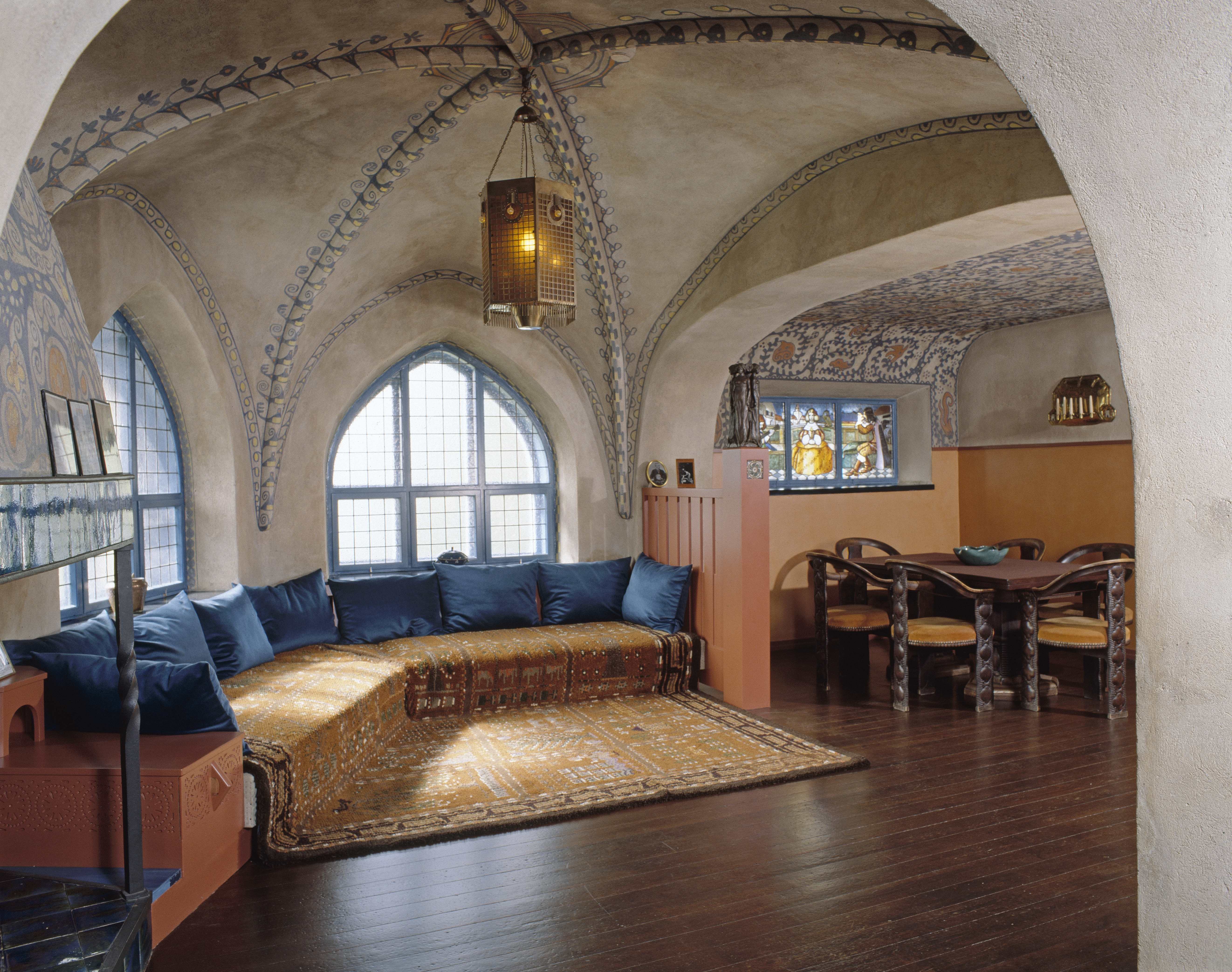
Het interieur van de eetkamer